# Kothen (Motten)

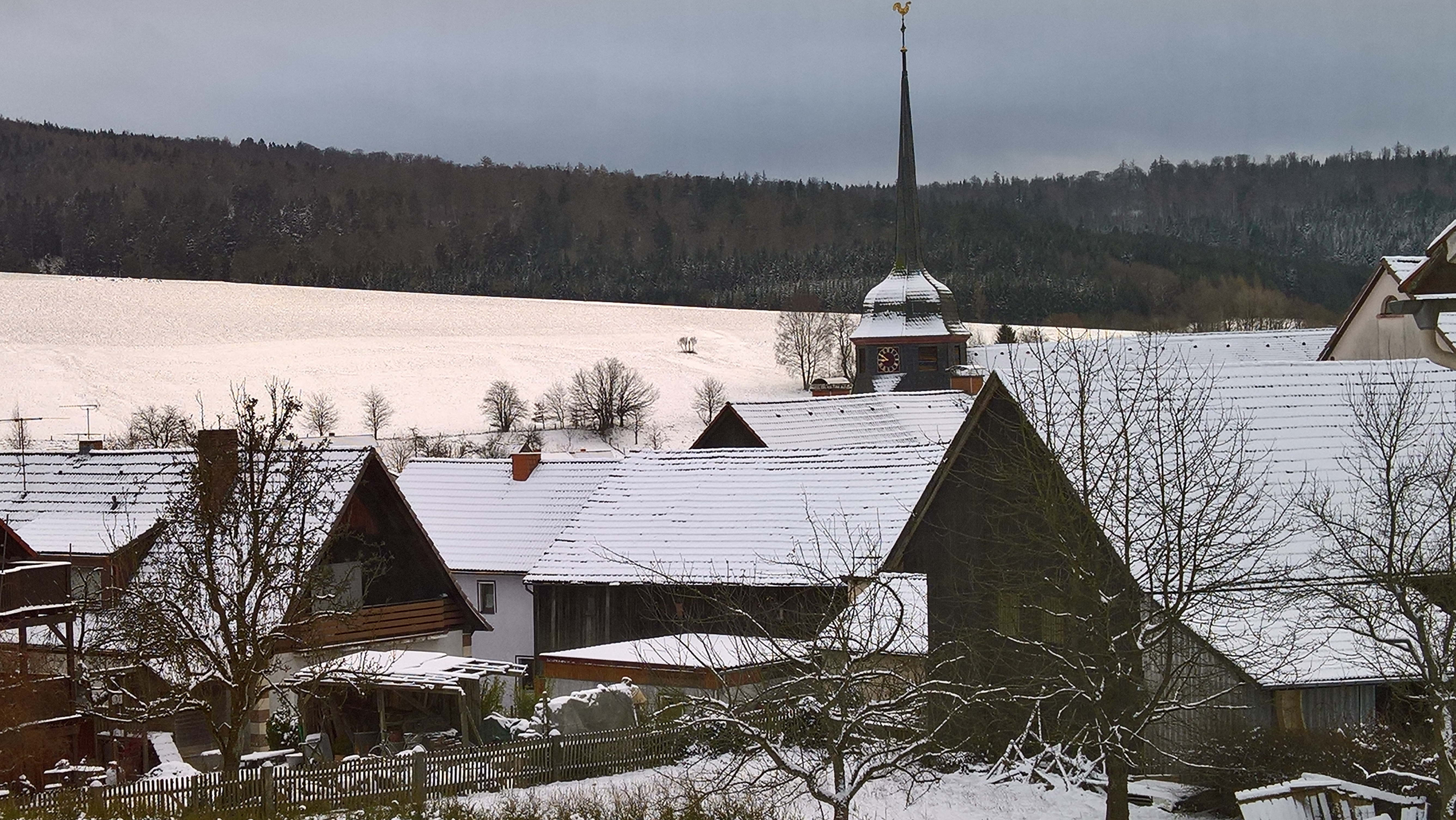
Blick vom Gasthof Postkutsche zur Kirche

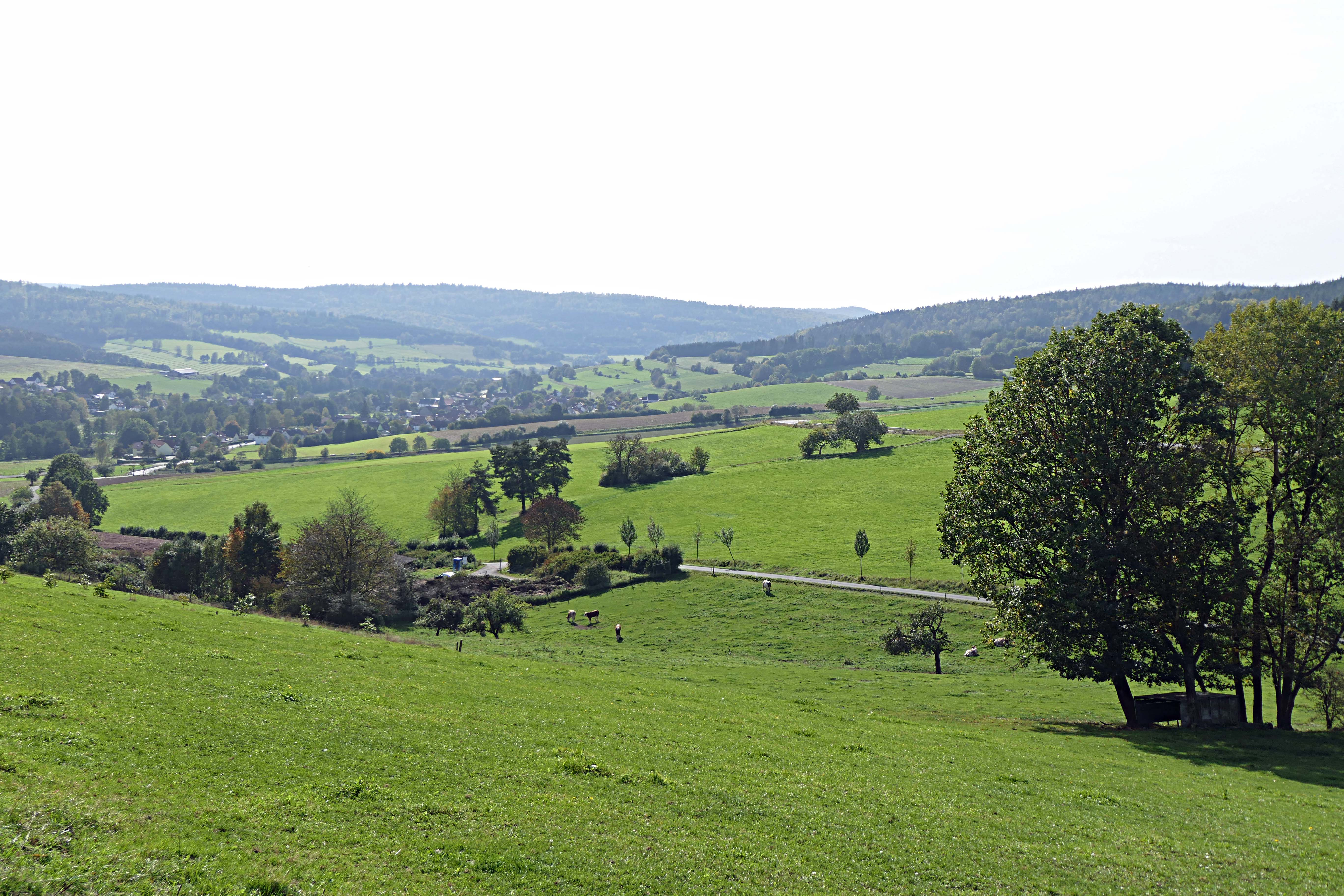
Kothen von Norden

Kothen ist ein Gemeindeteil der Gemeinde Motten im unterfränkischen Landkreis Bad Kissingen in Bayern.

## Geographie

### Ortslage
Das Pfarrdorf Kothen liegt in der fränkischen Rhön, kurz vor der bayerisch-hessischen Grenze. In das breite Flusstal der Kleinen Sinn eingebettet, südlich der Rhein-Weser-Wasserscheide, erstreckt sich die Siedlung im Schatten des Basaltfelsens Pilster. Dem kohlensäurehaltigen Mineralwasser der Pilsterquelle an dessen Fuß, im Volksmund auch Sauerbrönn genannt, wird eine wissenschaftlich unbestätigte heilende Wirkung nachgesagt.

### Ehemalige Gemeindeteile
Heutige nichtamtliche ehemalige Gemeindeteile von Kothen waren:
- Oberdorf
- Unterdorf
- Eckendorf
- Quackhof
- Eisenhammer (Weiler)

## Namensgebung
Laut Überlieferung fand im 8. Jahrhundert ein Mönch namens Koto Gefallen an dem Landstrich südlich der Stadt Fulda und ließ sich dort mit seinem Gefolge nieder. Noch bis ins 18. Jahrhundert wurde die Siedlung deshalb zum Kotten genannt. Im Laufe der Zeit entwickelte sich daraus der jetzige Ortsname Kothen.
Sehr viel wahrscheinlicher hängt der Name mit der Erzförderung in der Gegend zusammen. Eine Kothe ist eine Siedehütte zur Salz- oder Alaungewinnung, wie sie beim Erzabbau oft verwendet wurde. (die Nachbarorte heißen Schmelzhof und Eisenhammer)

## Geschichte
Erstmals erwähnt wurde Kothen im Jahre 1127, als der Benediktiner Gerlach von Thulba seine Ländereien in Kothen der Abtei Fulda schenkte. Ursprünglich bildete es mit dem Quackhof und Maria Ehrenberg sowie den Weilern Dörrenberg, Eisenhammer und Schmelzhof eine selbstständige Gemeinde. Dörrenberg wurde 1938 durch die Errichtung des Truppenübungsplatzes Wildflecken geräumt und zerstört. Maria Ehrenberg blieb nur durch Glück und den Einsatz des damaligen Artillerieoffiziers Friedrich Dollmann von diesem Schicksal verschont. Am 1. Mai 1978 wurde Kothen in die Gemeinde Motten eingegliedert.

## Religion

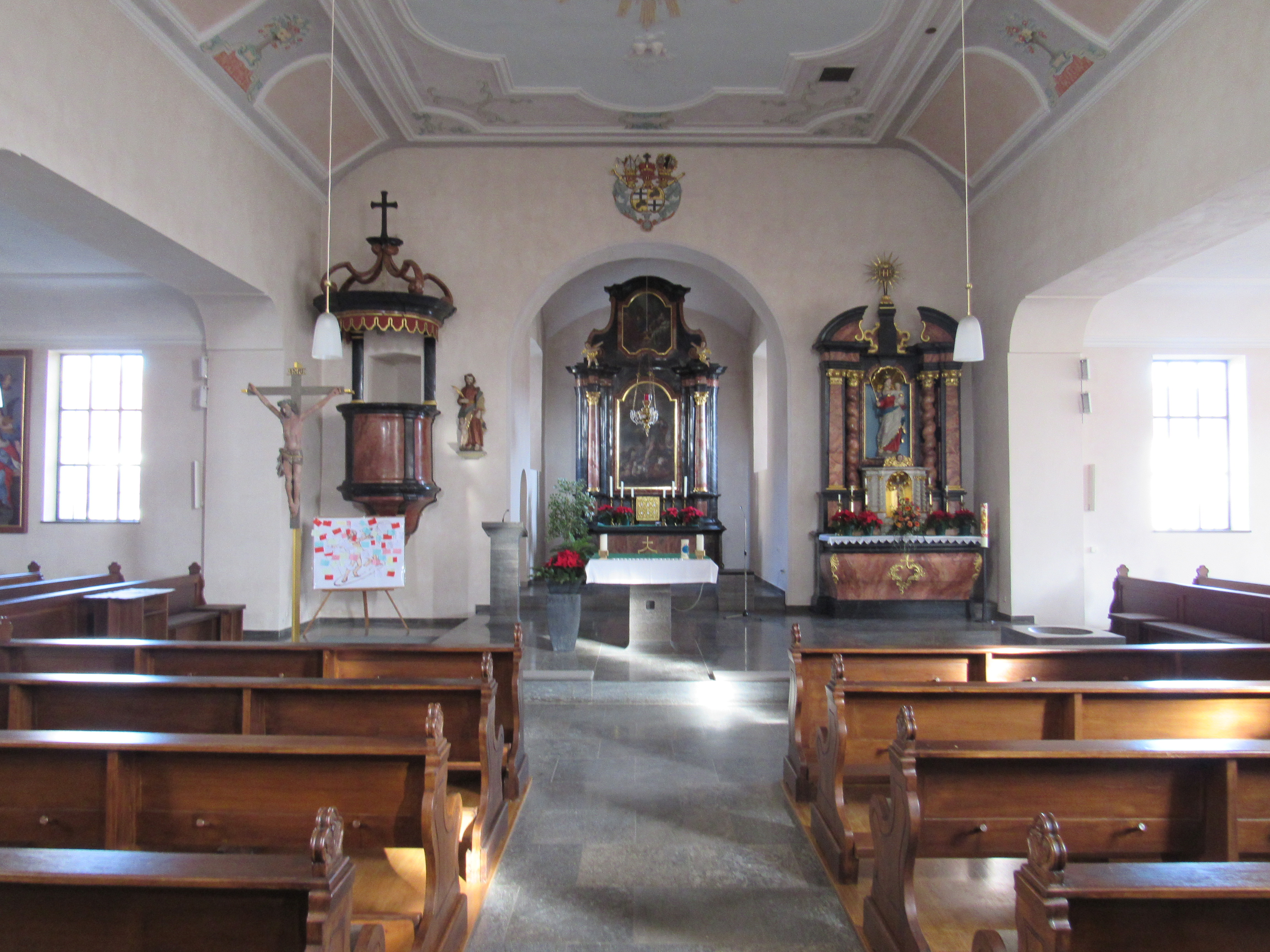
Das Kircheninnere

Kothen ist eine katholische Ortschaft. Die Kirche wurde 1753 unter dem Fuldaer Fürstabt Amand von Buseck erbaut, wovon das Wappen über dem Altarraum zeugt. Jedoch hat es schon früher eine Kirche im Ort gegeben, da der noch vorhandene Glockenturm älter ist als der Rest des Gebäudes. Der Unterbau des Turmes weist auf das 15. bis 16. Jahrhundert hin. Der Altar war bis zur Liturgiereform des zweiten vatikanischen Konzils im Erdgeschoss des alten Chorturms. Er steht wohl mit der Entstehung der Wallfahrten zum Maria Ehrenberg im Zusammenhang.
Schutzpatron der Kirche war ursprünglich der heilige Nikolaus, die heutige spätbarocke Kirche St. Matthäus ist dem Evangelisten Matthäus geweiht.
Ursprünglich gehörte Kothen zur Pfarrei Oberleichtersbach. Im Jahr 1512 wurde für die Ortschaften Kothen und Werberg ein eigener Priester bestellt. Auch die Wallfahrt zum Maria Ehrenberg, die bereits damals zur Gemeinde Kothen gehörte, begann zu florieren. Bald darauf wurde Kothen gemeinsam mit Werberg in die Pfarrei Motten eingegliedert. Speicherz, das vorher zur Pfarrei Bad Brückenau gehörte, wurde 1940 dem Seelsorgeamt Kothen unterstellt. Nach langen Bemühungen wurde Kothen 1954 mit der Filiale Speicherz und der Wallfahrtskirche Maria Ehrenberg zur selbstständigen Pfarrei erklärt. Seit 10. Februar 2010 sind die Pfarrei Motten und die Pfarrei Kothen mit der Filiale Speicherz und der Wallfahrtskirche Maria Ehrenberg in der Pfarreiengemeinschaft Maria Ehrenberg zusammengefasst. Der Name wurde durch Abstimmung der Gläubigen festgelegt. Mit 70 Stimmen setzte sich dieser Name gegen Unter dem Maria Ehrenberg (2), Zu Füßen Mariens (11) und Um den Maria Ehrenberg (20) durch.

## Kultur und Brauchtum
Eine besondere Tradition geht in Kothen mit dem sogenannten Querchstuhl (querch: aus dem Mitteldeutschen für: quer) einher. Dies ist ein überdimensionierter Stuhl aus Holz, an dem eine Flasche hochprozentigen Alkohols befestigt ist. Wird ein Mensch als querch (also: quer) bezeichnet, gilt er als unbegründet rechthaberisch, streitsüchtig oder uneinsichtig. Um derartige Querulanten zu besänftigen und Streit vorzubeugen, wird auf feierlichen Veranstaltungen ein sog. Querchstuhl aufgestellt. Ist eine Person dann als querch identifiziert oder kommt es zu einer Meinungsverschiedenheit, müssen der oder die Beteiligten auf dem Querchstuhl Platz nehmen, um dort ihre Querulanz auszusitzen bzw. miteinander auszutrinken.
Nicht jeder Querulant nimmt zwangsläufig auf dem Querchstuhl Platz. Weigert sich dieser oder ist aus anderweitigen Gründen verhindert, kann es passieren, dass man ihm den Stuhl zu einem späteren Zeitpunkt vor die Haustür stellt, um jedem Passanten zu signalisieren, dass der Bewohner dieses Hauses als querch befunden wurde.

## Wirtschaft
Die Wirtschaft in Kothen war in der Vergangenheit vorwiegend von der Eisenverarbeitung geprägt. Doch spätestens mit dem Erliegen der Erzförderung in der Rhön gehörte diese Industrie der Vergangenheit an. Lediglich der Weiler Eisenhammer und der Schmelzhof erinnern noch an diese Zeit. Heute ist die Holzverarbeitung Hauptwirtschaftsträger Kothens. Jedoch sind auch dort Produktionsrückgänge zu verzeichnen. Die Arbeitsplätze der Bürger verlagern sich immer mehr in die Städte.
In Kothen befindet sich ein Campingplatz mit Badesee.

## Infrastruktur
Kothen hat durch die Bundesstraße 27 Verkehrsanschluss an die Nachbarorte Motten und Speicherz. Über eine Gemeindestraße ist sie über die bayerisch-hessische Landesgrenze mit dem Kalbacher Ortsteil Heubach verbunden. Lediglich vom Osten ist der Ort durch den Truppenübungsplatz Wildflecken isoliert. Durch Kothen verläuft der Fränkische Marienweg.

## Bildungs-/Erziehungseinrichtungen
- Kindergarten Kothen (früher Grundschule)

## Museen
- Die Werberger Stube gibt einen Einblick in den früheren Rhöner Alltag und befasst sich mit der Geschichte der abgesiedelten Ortschaft Werberg.[3][4]